# Mocidade Fantástica de Vila Alice
Grêmio Recreativo Escola de Samba Mocidade Fantástica de Vila Alice é uma escola de samba de  Santo André. Sua fundação foi oficializada no dia 13 de maio de 1980. A quadra da agremiação está situada na Avenida Dom Jorge Marcos de Oliveira, 155.

## História
Apesar de ter sido oficializada em 13 de maio de 1980, a escola já existia oficialmente antes disso, uma vez que naquele ano já era tricampeã.
Tradicional agremiação da cidade, apresentou um enredo em homenagem aos ciganos em 2009. Naquele ano, o enredo havia sugerido pelo tesoureiro da escola, que era descendente de ciganos. Por ter sido penalizada, acabou rebaixada.
No ano seguinte, apresentou um enredo em homenagem à cantora luso-brasileira Carmem Miranda, sendo campeã do segundo grupo.

## Segmentos

### Presidência
| Presidente                | Mandato        | Referência |
| ------------------------- | -------------- | ---------- |
| Emerson Leandro Figueiroa | ? - ?          | [ 7 ]      |
| Décio Cardoso             | ? - atualmente | [ 3 ]      |

### Presidência de honra
| Presidente    | Mandato | Referência |
| ------------- | ------- | ---------- |
| Décio Cardoso | ? - ?   | [ 8 ]      |

## Carnavais
| Ano  | Colocação | Grupo | Enredo | Carnavalescos | Intérprete | Ref                  |
| ---- | --------- | ----- | --- | ------------- | ---------- | -------------------- |
| 2008 | 3º lugar  | 1     | |               |            | [ 7 ] [ 9 ] [ 10 ]   |
| 2009 | 6º lugar  | 1     | Filhos do vento |               |            | [ 5 ] [ 2 ]          |
| 2010 | Campeã    | 2     | Yes – Nós temos Samba Compositores: Xandinho, Henrique Tamarutaca, Fernandão, Andre Filosofia, Walter Jr. e Nando do Cavaco. | Mauro Xuxa    |            | [ 6 ] [ 11 ]         |
| 2011 | 6º lugar  | 1     | No bailão popular do arrasta-pé, meu nordeste é puro forró. Compositores: Bola, Lekão, Sales do Cavaco e Fernandão.          |               |            | [ 12 ] [ 13 ]        |
| 2012 | Campeã    | B     | |               |            | [ 14 ] [ 15 ]        |
| 2013 |           |       | África, um país de nossos ancestrais                                                                                         |               |            | [ 3 ]                |
| 2014 | 8º lugar  | 1     | Atlântida, Berço da Civilização, Terras Perdidas, Antigas da Sabedoria                                                       |               |            | [ 16 ] [ 17 ] [ 18 ] |
| 2015 | 4º lugar  | 2     | |               |            | [ 19 ]               |
| 2016 | 4º lugar  | 2     | |               |            | [ 20 ]               |